# Язаевка
Язаевка — посёлок в Большемуртинском районе Красноярского края, входит в состав муниципального образования Раздольненский сельсовет.

## География
Расположен на реке Язаевка в 47 км севернее районного центра Большая Мурта.

## История
В 1948 году в посёлок прибыли литовцы, около 60 семей и 10 человек. К ним присоединились ещё 7 семей из соседних деревень, затем 10 семей переместили в другие населённые пункты. В 1956—1958 годах большинство литовцев вернулись в Литву. В 1989—1990 годах посёлок посетила экспедиция из Литвы, перевёзшая останки земляков
Между Язаевкой и селом Луговское на противоположном берегу Енисея работает паромная переправа.

## Население
| 2010 |
| ---- |
| 206  |